# Rat in the Skull
Rat in the Skull est une pièce de théâtre écrite par le dramaturge britannique Ron Hutchinson en 1984. 
La première représentation fut produite à Londres, au Royal Court Theatre la même année.

## Argument
Évocation des années 1980 en Irlande du Nord, où les parasites rôdent et où les balles en caoutchouc bourdonnent.